# Xestia loebelia
Xestia loebelia là một loài bướm đêm trong họ Noctuidae.